# Inmaterialismo

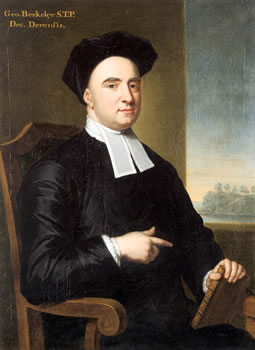
George Berkeley, principal defensor del inmaterialismo.

El inmaterialismo es una doctrina filosófica que niega la existencia de la materia y afirma que solo hay seres espirituales o inmateriales en el mundo.
Muchos estudiosos de filosofía atribuyen esta doctrina al filósofo y teólogo George Berkeley (1685-1753) para el que el inmaterialismo designaba una teoría idealista que resuelve todo presupuesto de la realidad objetiva y material en una experiencia cognoscitiva.
En la línea del empirismo de David Hume, quien negaba la posibilidad de postular racionalmente conceptos como el de relación de causalidad y el de sustancia, Berkeley argumentó que el concepto habitual que usamos para sustancia material es no solamente indefendible, sino además innecesario para una explicación de los fenómenos de nuestra experiencia:

Niego, por tanto, que exista un substratum no pensante de los objetos de los sentidos, y, en esa acepción, que exista una sustancia material. Pero si por sustancia material quiere decirse únicamente un cuerpo sensible, eso que se ve y se toca (y me atrevo a decir que el mundo de los no-filósofos no quiere decir más), entonces estoy más seguro de la existencia de la materia de lo que tú o cualquier otro filósofo pretende estarlo. Si hay algo que hace que la generalidad de la humanidad sienta antipatía por las nociones a las que me adhiero es el malentendido de pensar que niego la realidad de las cosas sensibles; pero como eres tú quien es culpable de eso, y no yo, se sigue que en verdad su aversión es contra tus nociones, no contra las mías. Afirmo, por lo tanto, que estoy tan seguro de que existen cuerpos o sustancias corpóreas (queriendo decir las cosas que percibo por mis sentidos) como de mi propia existencia, y que, admitiendo esto, el grueso de la humanidad no pensará ni se sentirá en absoluto preocupada por el destino de esas naturalezas desconocidas y esencias filosóficas a las que algunos hombres tienen tanto cariño
George Berkeley, Tres Diálogos entre Hilas y Filonús.

No debe confundirse con otras doctrinas filosóficas como el escepticismo y el solipsismo, pues hay diferencias importantes. El inmaterialismo de Berkeley ha sido llamado 'idealismo dogmático' por Kant. Kant piensa que, según Berkeley, sólo hay ideas en nuestra mente y ningún cuerpo material extra-mental.
El crítico literario Albert Thibaudet también utiliza el término para describir la poesía de Alphonse de Lamartine. Asocia la poesía lamartiniana con la 'vaguedad' de las imágenes.

## Esse est percipi
La expresión Esse est percipi -que, sin embargo, no se encuentra en esta formulación en las obras de Berkeley, sino "esse is percipi" (Tratado sobre los principios del conocimiento humano, §3)- con la que se resume esta posición filosófica, significa que todo lo que podemos decir sobre los objetos y hechos que nos parecen reales es que los 'percibimos', sin que esto nos autorice también a decir que existen independientemente de ser percibidos por el pensamiento. Cuando pensamos en cierta cosa que nos parece que realmente existe en la realidad, según Berkeley, no hacemos más que recoger en nuestra mente una serie de ideas sobre ella. Las cosas materiales existen solo en nuestra cabeza porque las ideas que se expresan como percepción se constituyen en nuestra conciencia.
En el Tratado sobre los principios del conocimiento humano, publicado en 1710, Berkeley (en § 9) dice: 

'Las ideas que nos formamos de las cosas es todo lo que podemos decir sobre la materia. Por lo tanto, por 'materia' debemos entender una sustancia inerte y no sensible, sin embargo, de la que se piensa que tiene extensión, forma y movimiento. Pero es evidente por lo que hemos dicho, que la extensión, la forma y el movimiento son sólo ideas que existen en la mente, y que una idea solo puede ser igual a otra idea, y que, en consecuencia, ni ellos ni sus arquetipos pueden existir en una sustancia que no se percibe. Por tanto, es claro que la noción misma de lo que se llama 'materia' o 'sustancia corpórea' es contradictoria'.

## La idea de Dios
Como es necesario que el mundo entero pueda a su vez ser percibido, para existir de manera general, Berkeley aprovecha para dar una especie de prueba de la existencia de Dios: este es precisamente el espíritu por excelencia, que percibe todas las cosas aun cuando ningún ser humano las perciba. La idea de Dios permite asegurar la permanencia de las ideas: su existencia hace que “el abedul” que percibo hoy, sea el mismo de ayer, aunque mi percepción se haya renovado. Berkeley, que fue obispo anglicano, rechaza así el ateísmo y el escepticismo, y atribuirle tales doctrinas sería un error.
Para Berkeley toda la realidad se reduce por tanto a la idea que tenemos de ella; pero esta idea no surge solipsísticamente de nuestra actividad perceptiva, sino que es inducida en nosotros por la voluntad de Dios; las ideas son las acciones de Dios en nuestra mente. Por el contrario, admitir la existencia de la materia es negar a Dios y explicar las ideas como consecuencia de la acción de la materia sobre nuestra mente. Por lo tanto, el materialismo conduce al ateísmo, mientras que el inmaterialismo es el fundamento mismo de la religión.

## Críticas

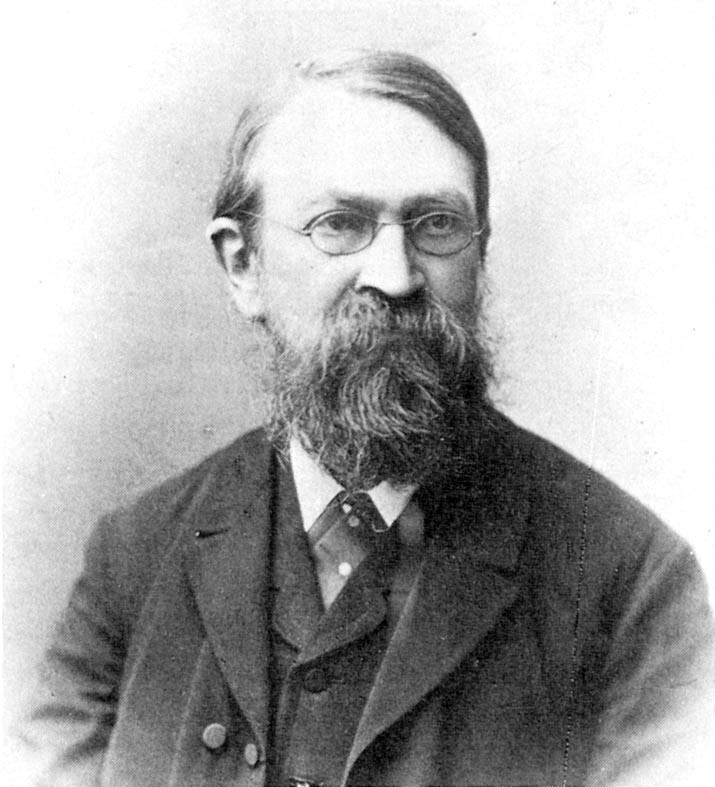
El físico Ernst Mach, cuya filosofía idealista se ha relacionado con el inmaterialismo.

El inmaterialismo de Berkeley ha sido criticado, caricaturizado y ridiculizado. Para Jean-Pierre Leyvraz, sus oponentes afirmaban que esta filosofía “suprime la realidad, transforma el mundo en un sueño inconsistente, donde las cosas se transforman en ideas, el mundo entero en un sueño subjetivo”. Esta doctrina, generalmente, no ha sido tomada en serio, y una y otra vez, tildada de 'humeante' y 'utópica'.
Sin embargo, los autores marxistas se han ocupado de refutarla punto por punto, con miras a defender el materialismo. Lenin consideró el inmaterialismo berkeleyano, al que denominó “idealismo subjetivo”, como matriz y modelo de todos los idealismos de su tiempo. La filosofía sostenida por los epistemólogos Ernst Mach y Avenarius se asimila al inmaterialismo, y estos dos autores son particularmente objeto de las críticas de Lenin. El revolucionario y teórico ruso escribió que “la doctrina de Ernst Mach según qué cosas, son complejos de sensaciones, no es más que idealismo subjetivo, un refrito de la teoría de Berkeley”.
Georges Politzer recogió las críticas de Lenin y buscó reducir la influencia del inmaterialismo, que creía masivo, en la enseñanza de la filosofía de su tiempo. Escribe, en los Principios elementales de filosofía (1935-1936):

“Para Berkeley, las cosas existen; no niega su naturaleza y su existencia, pero afirma que existen sólo bajo la forma de las sensaciones que nos las dan a conocer y concluye que nuestras sensaciones y los objetos son una y la misma cosa. Las cosas existen, sin duda, pero en nosotros, dice, en nuestra mente, y no tienen realidad fuera de la mente."

Politzer critica a Berkeley por negar la existencia del mundo exterior a nuestras mentes y por hacer imposible toda ciencia (es decir, todo conocimiento objetivo del mundo exterior). Afirma que 'nunca se ha visto el espíritu sin la materia', que la materia 'no necesita del espíritu para existir', y que 'somos capaces de conocer el mundo', lo que sería imposible si el mundo solo existiera como una representación en nuestro espíritu.
El inmaterialismo tiende a refutar la teoría del conocimiento de Locke y las tesis de los deístas, que fundaban en esta teoría gran parte de sus críticas al cristianismo ortodoxo.